# Markku Uusipaavalniemi
Markku Juhani Uusipaavalniemi (Karkkila, 23 novembre 1966) è un giocatore di curling finlandese.

## Biografia
Partecipò all'età di 39 anni ai XX Giochi olimpici invernali edizione disputata a Torino, (Italia) nel febbraio del 2006, riuscendo ad ottenere la medaglia d'argento nella squadra finlandese con i connazionali Wille Mäkelä, Kalle Kiiskinen, Teemu Salo e Jani Sullanmaa.
Nell'edizione la nazionale canadese  ottenne la medaglia d'oro, la statunitense quella di bronzo.